# William Kemmler
William Francis Kemmler (født 9. maj 1860 – død 6. august 1890) var en amerikansk købmand og morder, som var den første nogensinde til at blive henrettet i den elektriske stol. Det skete i Auburn fængslet i New York den 6. august 1890.
I beruset tilstand havde Kemmler myrdet sin samleverske Matilde "Tillie" Ziegler med en økse i et regulært blodbad. Efter drabet gik han upåvirket til den nærmeste saloon for at drikke videre. En anden version fortæller at han gik til naboen og fortalte at han havde slået Tillie ihjel og han ville blive hængt for det.[kilde mangler]